# Station Roodt
Station Roodt (Luxemburgs: Gare Rued) is een spoorwegstation in de plaats Roodt-sur-Syre in de Luxemburgse gemeente Betzdorf. Voorheen heette het station Roodt-Syre.
Het station wordt beheerd door de Luxemburgse vervoerder CFL en ligt aan lijn 3.

## Treindienst
| Serie   | Treinsoort             | Route                                        | Bijzonderheden                        |
| ------- | ---------------------- | -------------------------------------------- | ------------------------------------- |
| RE 4850 | Regional-Express (CFL) | Luxemburg – Roodt – Wasserbillig             | Op werkdagen, één trein per dag.      |
| RB 4800 | Regionalbahn (CFL)     | Luxemburg – Roodt – Wasserbillig             |                                       |
| RB 5150 | Regionalbahn (CFL)     | Luxemburg – Roodt – Wasserbillig – Trier Hbf | Op werkdagen, enkele treinen per dag. |

CFL Lijn 3:
Luxemburg · Cents-Hamm · Sandweiler-Contern · Oetrange · Munsbach · Roodt · Betzdorf · Wecker · Manternach · Mertert · Wasserbillig
Zie ook: CFL Lijn 1 · CFL Lijn 2 · CFL Lijn 4 · CFL Lijn 5 · CFL Lijn 6 · CFL Lijn 6a · CFL Lijn 6b · CFL Lijn 6c · CFL Lijn 7